# Picris echioides
Picris echioides és una herba anual o biennal originària d'Europa i nord d'Àfrica. Va ser usada tradicionalment com un tractament antihelmíntic.
L'epítet específic «echioides» prové de la semblança de les fulles d'aquesta espècie a les d'Echium vulgare.
S'han reconegut un gran nombre de tàxons infraespecífics que varien en la seva forma de la fulla.
Picris echioides és nativa de la conca del Mediterrani, però s'ha naturalitzat fora d'aquest rang. A les Illes Britàniques està àmpliament distribuïda al sud i l'est, però més irregularment distribuïda al nord i l'oest. A Irlanda del Nord, P. echioides només es troba al costat nord de Belfast Lough. S'ha introduït a Amèrica del Nord, on es poden trobar des de Nova Escòcia fins a la Colúmbia Britànica i Califòrnia.
P. echioides pot créixer fins a 90 cm d'alçada, amb una tija gruixuda i arrugat i branques esteses. Les fulles mesuren 10–20 cm de llargada, oblanceolades amb un pecíol curt. Les fulles, branques i tiges estan cobertes de cerres gruixudes. Les inflorescències mesuren 2–3.5 cm d'ample i suportades per entre 3 i 5 grans bràctees involucrals ovato-cordades. Aquestes grans bràctees són la característica definitòria del gènere Helminthotheca, a la qual P. echioides pot ser assignat.